# Fernando Elías Calles Sáenz
Fernando Elías Calles Sáenz (* 1931; † 29. September 2013) war ein mexikanischer Botschafter.

## Leben
Seine Eltern waren Elisa Sáenz und Elías Calles, die Hacendados von Soledad de la Mota in General Terán. Sein Onkel war Plutarco Elías Calles.
Fernando Elías Calles Sáenz war Bankangestellter.
Vom 29. August 1958 bis 6. Mai 1959 fungierte er neben Manuel Zermeño Araico und Luis Gómez Luna als Geschäftsträger an der Botschaft in Warschau.
| Vorgänger              | Amt                                                                   | Nachfolger                   |
| ---------------------- | --------------------------------------------------------------------- | ---------------------------- |
| Salvador Alva Cejudo   | Mexikanischer Botschafter in Warschau 29. August 1958 bis 6. Mai 1959 | Rafael de la Colina Riquelme |
| Alfonso Castro Valle   | Mexikanischer Botschafter in Ankara 6 ago. 1977 bis 18 abr. 1979      | Héctor Cruz Manjarrez Moreno |
| Eduardo Cervera Cámara | Mexikanischer Botschafter in Algier 15. Mai 1983 bis 26. April 1988   | Jorge Palacios Treviño       |